# Last 2 Walk
Last 2 Walk é o nono álbum de estúdio do grupo de rap, Three 6 Mafia. Foi Lançado no dia 24 de Junho de 2008.

## Realização
O álbum foi adiado várias vezes, até finalmente ser lançado 24 de junho de 2008. Uma das razões pelas quais o álbum foi adiado tantas vezes é por causa de seu reality show na MTV Aventuras em Hollyhood. O álbum foi chamado "Last 2 Walk" por DJ Paul e Juicy J foram os dois últimos membros remanescentes de Three 6 Mafia. "Doe Boy Fresh", com a participação do Rapper Chamillionaire, era originalmente o primeiro single, mas acabou por ser cortada do álbum. A canção foi lançada em 2 de janeiro de 2007 para download digital no iTunes, além de contar com um clipe.
Canções como “Like Money”, “Suga Daddy”, “We Got Da Club” e muitos outros, deveriam ser incluídos no álbum, mas no final as músicas não se encaixavam nos padrões para a versão final do álbum, possivelmente devido aos atrasos numerosos. 
O grande Hit do álbum foi o single "Lolli Lolli (Pop That Body)", com a participação especial dos rappers Project Pat (Irmão mais velho de Juicy J), Young D e Superpower. Em 11 de Agosto de 2008, ficou com o #18 na Billboard Hot 100, #10 no Hot Rap Tracks, #25 no Pop 100 e #48 no Hot R&B/Hip-Hop Songs. Entre os convidados para participações nas músicas do álbum incluem o rapper Akon, a banda Good Charlotte, o cantor Lyfe Jennings e o grupo UGK (formado por Pimp C e Bun B), entre outros. 
Para promover o álbum, Three 6 Mafia, lançou uma Mixtape com o mesmo nome, contendo Demos e canções do álbum. "Last 2 Walk" recebeu recepção mista, com alguns críticos dizendo que o álbum trouxe de volta às suas raízes, as do horrocore e do hardcore hip hop. Rolling Stone (revista) disse: "Está ficando mais fácil lá fora, para um cafetão. Em seu primeiro álbum desde que acrescentou uma estatueta do Oscar para os cálices banhados a ouro na sua estante de troféus, os rappers de Memphis estão em um estado de espírito triunfante. Billboard disse que "Last 2 Walk” deve satisfazer os fãs de longa data Three 6 Mafia. Rapreview.com disse que "Last 2 Walk” é recomendado para aqueles que podem ter passado a sua lirismo banal, porque entre as batidas e as estrelas convidadas sobre este álbum que tem uma combinação vencedora de qualquer maneira.

## Faixas
| #  | Título                               | Produtor(s)                       | Convidado(s)                                        | Duração | Sample(s)                            |
| 1  | "Intro"                              | DJ Paul, Juicy J                  |                                                     | 1:07    |                                      |
| 2  | "I Told 'Em"                         | DJ Paul, Juicy J                  |                                                     | 3:21    |                                      |
| 3  | "Trap Boom"                          | DJ Paul, Juicy J                  | Project Pat                                         | 3:08    |                                      |
| 4  | "Playstation"                        | DJ Paul, Juicy J                  |                                                     | 4:04    |                                      |
| 5  | "I Got"                              | DJ Paul, Juicy J                  | Pimp C & Project Pat                                | 3:47    | "Kernkraft 400" by Zombie Nation     |
| 6  | "I'd Rather"                         | DJ Montay, DJ Paul, Juicy J       | UNK                                                 | 4:47    |                                      |
| 7  | "That's Right"                       | Akon, Giorgio Tuinfort            | Akon                                                | 2:56    |                                      |
| 8  | "Corner Man"                         | DJ Paul, Juicy J                  |                                                     | 3:07    |                                      |
| 9  | "Weed, Blow, Pills"                  | DJ Paul, Juicy J                  |                                                     | 3:29    |                                      |
| 10 | "DXS Talk (Skit)"                    | DJ Paul, Juicy J                  |                                                     | 0:44    |                                      |
| 11 | "Hood Star"                          | DJ Paul, Juicy J, Lyfe Jennings   | Lyfe Jennings                                       | 3:09    | "Color Her Sunshine" by Willie Hutch |
| 12 | "Get Ya Rob"                         | DJ Paul, Juicy J                  | Project Pat                                         | 3:46    |                                      |
| 13 | "On Sum Chrome"                      | DJ Paul, Juicy J, UGK             | UGK                                                 | 4:13    | "Pocket Full of Stones" by UGK       |
| 14 | "Rollin"                             | DJ Paul, Juicy J                  | Lil Wyte                                            | 3:37    |                                      |
| 15 | "Click Bang"                         | DJ Paul, Juicy J                  |                                                     | 3:36    |                                      |
| 16 | "My Own Way"                         | Dead Executives                   | Good Charlotte                                      | 3:31    |                                      |
| 17 | "Dirty Bitch"                        | DJ Paul, Juicy J                  | Project Pat                                         | 3:26    |                                      |
| 18 | "First 48"                           | DJ Spanish Fly, DJ Paul, Juicy J  | Project Pat, Al Kapone, DJ Spanish Fly, 8Ball & MJG | 4:34    |                                      |
| 19 | "Outro"                              | DJ Paul, Juicy J                  |                                                     | 3:17    |                                      |
| 20 | "Lolli Lolli (Pop That Body) (Intro) | DJ Paul, Juicy J                  |                                                     | 0:16    |                                      |
| 21 | "Lolli Lolli (Pop That Body)"        | DJ Paul, Juicy J, SuperPower      | Project Pat, Yung D, Superpower                     | 4:12    |                                      |
| 22 | "My Own Way (Remix)"                 | DJ Paul, Juicy J, Dead Executives | Joel Madden & Benji Madden of Good Charlotte        | 3:34    |                                      |